# Rochford
Rochford – miasto i civil parish w Anglii, w hrabstwie Essex, w dystrykcie Rochford. Leży 24 km na południowy wschód od miasta Chelmsford i 59 km na wschód od Londynu. W 2001 roku miasto liczyło 16 374 mieszkańców. W 2011 roku civil parish liczyła 8471 mieszkańców. W 2011 roku dystrykt liczył 83 287 mieszkańców. Rochford jest wspomniana w Domesday Book (1086) jako Rochefort.

## Ludzie związani z Rochford
- Amanda Tapping – kanadyjska aktorka i producentka
- Jamie Cullum – brytyjski pianista pop/jazz